# Nina Agdal
Nina Agdal (ur. 26 marca 1992) – duńska modelka.
Pracowała dla Billabong, Body Central, Calzedonia, Cover Style, Delia's, Ellos, Fredericks of Hollywood, Garage, Gosh, JCPenney, L*Space, Maaji Swimwear, Macy's, Mimic, Naf Naf, Nelly, New Yorker, Playlife, Petite by Aagaard, Victoria's Secret PINK. W 2012 roku wystąpiła w sesji do Sports Illustrated Swimsuit i została przez ten magazyn uznana za najlepszą debiutantkę roku.